# Orzeł i reszka
Orzeł i reszka – polski film sensacyjno-szpiegowski z 1974 roku w reżyserii Ryszarda Filipskiego. Na scenariusz do filmu zaadaptował swoją własną powieść Zanim przyjdą o świcie Jerzy Bronisławski.
Zdjęcia do filmu kręcono w Berlinie Wschodnim (m.in. dworzec Berlin Ostbahnhof) oraz Berlinie Zachodnim (ulica Tauentzienstrasse, Kościół Pamięci Cesarza Wilhelma, port lotniczy Berlin-Tempelhof).

## Fabuła
Kraków, rok 1954. Z więzienia wychodzi „polityczny” Marcin Nowak. Mimo tortur UB nigdy nie przyznał się do rzekomego prowadzenia wrogiej działalności po wojnie. Był skazany na dożywocie, ale objęła go amnestia. Na ulicy przed bramą więzienia zaczepia go kobieta, wypytuje Marcina o swojego męża. Marcin znał tego współwięźnia, z bólem przekazuje kobiecie informację, że mężczyzna zmarł zakatowany przez śledczych.
Nowak początkowo nie wie jak ułożyć sobie życie. Żona nie chce go widzieć, na spotkanie z nim wymyka się tylko córka. Z wykształcenia jest historykiem, ale korzysta z propozycji przygodnie poznanego w pociągu mężczyzny, by został inżynierem w PGRze. Tę posadę udaje mu się utrzymać tylko kilka miesięcy. Skrupulatny i uczciwy Nowak, utrudniający nieuczciwe interesy rolnikom i reszcie kierujących PGR-em, ściąga sobie na głowę kłopoty. Do jego wyrzucenia z „wilczym biletem” przyczynia się organizacja partyjna PGR-u, co tylko utwierdza Nowaka w antykomunistycznych poglądach.
Wraca do Krakowa, gdzie odszukuje Teresę, żonę zabitego współwięźnia. Zamieszkuje u niej, wiążą się ze sobą, próbują oboje zacząć życie po raz kolejny. Marcin podejmuje pracę inkasenta w gazowni. Razem z Teresą są zgodni, że komunistyczna rzeczywistość jest nie do wytrzymania na dłuższą metę. Teresa chciałaby wyjechać z Polski, jak mówi „przeczekać ich”; Marcin nie ma złudzeń, że „oni” tak szybko nie odejdą. Decyzję o ucieczce na Zachód przyspiesza wizyta funkcjonariuszy UB, szukających Marcina.
Wiosną 1955 roku udaje im się przedrzeć przez zieloną granicę do NRD, a w Berlinie przedostać do sektora zachodniego. Trafiają do ośrodka dla uciekinierów. Pewny siebie i butny Marcin ściąga na siebie uwagę CIA, sprawującego dyskretny nadzór nad ośrodkiem. Jest wielokrotnie wzywany na rozmowy do porucznika CIA, wypytującego go niezmiennie o powody opuszczenia Polski i szczegóły ucieczki. CIA przyjmuje, że Nowak nie jest szpiegiem wysłanym z Polski i proponuje mu pewną misję.
Pułkownik Kenneth chciałby, aby Marcin wrócił do Polski jako agent CIA i zorganizował siatkę szpiegowską. CIA ma wobec Polski dalekosiężne plany. W pierwszej fazie próbuje rozmiękczyć doktrynę komunistyczną przez wpływy kulturowe, styl życia. Marcin miałby pomóc w realizacji bardziej skomplikowanego planu. CIA chciałaby kontrolować także polskich patriotów antykomunistów, przy pomocy których można by zorganizować przejęcie władzy z rąk komunistów.
Marcin godzi się na współpracę z CIA. Zostaje poddany przeszkoleniu. Na potrzeby CIA, jako znający realia polskie odbywa także rozmowy z uciekinierami z PRL. W jednym z nich rozpoznaje pułkownika Różana, który torturował go w więzieniu. Marcin poznaje również środowisko polskiej emigracji w Berlinie Zachodnim. Bliskie kontakty utrzymuje z Leonem Taszewskim i Janem Dudą, którzy lawirują między wywiadami państw zachodnich, sprzedając informacje z Polski i robią lewe interesy. Patriota i pełen ideałów narodowych Marcin jest coraz bardziej zniesmaczony światem, który poznaje.
Kiedy tylko w pierwszej misji CIA wraca do Polski, od razu kontaktuje się z oficerem WSW. Tam wyznaje, że jest szpiegiem amerykańskim. Odbywa długą i szczerą rozmowę z przesłuchującym go pułkownikiem. Nie kryje przekonań antykomunistycznych, ale jeszcze bardziej brzydzi go perfidia CIA, która chce pomóc patriotom odzyskać Polskę, by potem samej móc ich kontrolować. SB poprzez Marcina podejmuje grę z amerykańskim wywiadem.
Marcin wraca do Berlina. Raportuje o zwerbowaniu swojej byłej koleżanki z powstania warszawskiego, szczerej patriotki, która wydaje się być idealna do celów operacji planowanej przez CIA. Marcin kontynuuje pracę w centrali CIA. Wokół amerykańskiej placówki wywiadowczej w Berlinie zaczynają się dziać niepokojące przypadki. Nieznani sprawcy napadają na radiostację CIA, wywiad ZSRR udaremnia porwanie przez Amerykanów rosyjskiego pułkownika Morozowa, w tajemniczych okolicznościach znikają Polacy Duda i Taszewski, którymi CIA posługiwała się, mimo ich fatalnej reputacji.
Kenneth ufa Nowakowi, bo ten po powrocie z Polski poddał się medycznym testom na prawdomówność. Dodatkowo Amerykanie „zdobywają” zobowiązanie do współpracy z polskim wywiadem napisane własnoręcznie przez Dudę. Ten, uwięziony w Polsce, napisał taki dokument już na pierwszym przesłuchaniu przez SB. Teraz podrzucenie Amerykanom tego papieru pozwala dalej działać Nowakowi.
Niedługo jednak. Centrala CIA przysyła do berlińskiej placówki kolejną kontrolę. Marcin decyduje się na ucieczkę. Pułkownik Kenneth nie może uwierzyć, że jego protegowany, szczery antykomunista, okazał się podwójnym agentem. Nowak przy pomocy polskiego wywiadu ucieka z Zachodniego Berlina. Polacy wyłuskują także przetrzymywaną w areszcie domowym Teresę z małym dzieckiem. Nowakowie spotykają się w Polsce, z której jeszcze tak niedawno uciekali.

## Obsada
- Ryszard Filipski – Marcin Nowak
- Anna Ciepielewska – Teresa Nowak
- Henryk Giżycki – Kenneth, pułkownik CIA
- Wacław Ulewicz – Leon Taszewski
- Andrzej Kozak – Jan Duda
- Małgorzata Potocka – sekretarka Nowaka w CIA
- Stanisław Niwiński – Moes, porucznik CIA
- Jerzy Aleksander Braszka – pułkownik SB prowadzący grę wywiadowczą
- Ewa Drozdowska – Maja, zwerbowana przez Nowaka w Polsce
- Jerzy Kozakiewicz – płk Różan
- Jerzy Moes – agent polskiego wywiadu pomagający Nowakowi
- Stanisław Jaroszyński – agent amerykańskiego wywiadu próbujący porwać rosyjskiego pułkownika
- Janusz Nowicki – agent polskiego wywiadu
- Andrzej Jurczak – uciekinier-traktorzysta, przesłuchiwany przez Nowaka
- Andrzej Gazdeczka – pracownik PGR